# اذیت و آزار سیاه‌پوستان در آلمان نازی
با این که سیاه‌پوستان در آلمان نازی مانند یهودیان، کولی‌ها یا اسلاوها دچار کشتار جمعی نظیر هولوکاست نشدند، همچنان از سوی ناسیونال سوسیالیست‌ها همچون رومانی‌ها و کولی‌ها نژاد پست‌تر تلقی می شدندو در کنار کولی‌ها، مشمول قوانین نورنبرگ می‌شدند.
رفتار با سیاهان در آلمان نازی عموماً توأم با بی‌تفاوتی بود. دلیل اصلی این مسئله، سیاست نژادی سیال و غیر رو راست نازیها بود که تحت تأثیر سیاستهای روزمره، منجر به سیاستهای پیچیده و گاهی متناقض می‌شد. برنامه نژادی نازی سیاهان را پایین‌تر از نژاد آلمانی می‌دانست، ولی هنگام پیاده شدن اقدامات حکومتی و اعمال سیاست آنها به دلیل شمار کم شان  اغلب نادیده گرفته می‌شدند. نتیجتاً نسبت به کولیها یا یهودیان با سیاهان عموماً  بهتر رفتار می‌شد و اغلب می‌توانستند زندگی عادی داشته باشند کار کنند و به مدرسه بروند. از سوی دیگر با وجود غیاب یک سیاست رسمی دولتی سیستماتیک موارد زیادی از تبعیض، جرم و قتل سیاهان در سطح محلی تحت تأثیر درک نژادی نازیها که بین مردم پخش شده بود و بی اعتنایی عمومی نسبت به آنها در کل جهان غرب وجود داشت.

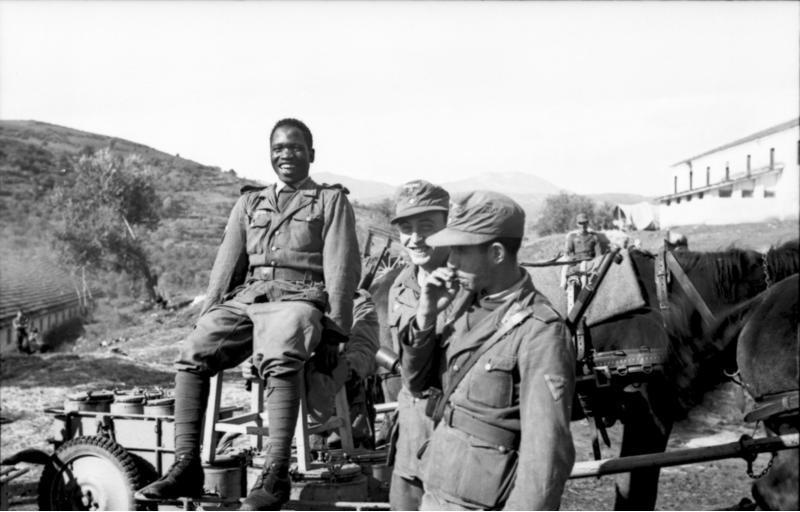
سربازان لژیون آزاد عرب